# 茹芝山房吟草诗集
《茹芝山房吟草诗集》。1卷。韦绣盂撰。有1918年石印本，此集为作者亲自编订，收诗500余首。分《学余吟草》、《旅行吟革》、《宿游吟草》、《退臧吟草》4大部分。并有自撰序跋。诗按年编排。始于光绪二年(1877年)，终于民国七年(1918年)，历时40余年。其中有各种诗体，以七律见长。其山水诗格调清新，其感事诗沉郁跌宕。风格与杜甫、苏轼略微类似。